# Lockheed SR-71 Blackbird
El Lockheed SR-71, conegut també de manera extraoficial com a Blackbird («merla» en català) i pels seus tripulants com a Habu, era un avió de reconeixement estratègic de llarg abast capaç de superar la velocitat de Mach 3, fins ara l'avió tripulat més ràpid del món, desenvolupat a partir dels avions Lockheed YF-12 i A-12 pel grup Skunk Works de la companyia Lockheed. Va estar actiu des del 1964 al 1998. Clarence Johnson va ser el dissenyador principal de molts dels conceptes que utilitzava l'avió.
El SR-71 va ser un dels primers avions dissenyats amb tecnologies furtives per reduir la seva traçabilitat al radar. No obstant això, l'avió no era completament furtiu i encara tenia una important secció transversal de radar (RCS) i era visible al radar del control de trànsit aeri a diversos centenars de quilòmetres, fins i tot quan no portava el seu microxip. Aquest fet va ser corroborat pels llançaments de míssils al SR-71 quan eren detectats pel radar. No obstant això, l'avió podia evadir els míssils terra-aire simplement accelerant a altes velocitats. Un total de dinou avions es van perdre, tot i que cap d'ells per causa d'accions de combat.

## Història

### Models predecessors
L'A-12 OXCART, dissenyat per a la CIA per Johnson en els Skunk Works de Lockheed, va ser el precursor del SR-71. Lockheed va utilitzar el nom d'Archangel per a aquest disseny, però en molts documents utilitza el nom preferit per Johnson per a l'avió: the article. Mentre el disseny va evolucionar, la designació interna de Lockheed passà d'A-1 a A-12 quan es realitzaven canvis, com ara modificacions del disseny per reduir la secció transversal de radar (RCS). El primer vol es va realitzar a Groom Lake (Nevada) el 25 d'abril de 1962. Es tractava d'un OXCART amb la configuració A-11 i equipat amb motors menys potents Pratt & Whitney J75 a causa que el desenvolupament dels Pratt & Whitney J58 s'estava retardant.
Quan els motors J58 van arribar i van ser instal·lats, el nombre de la configuració de l'OXCART va canviar a A-12, nomenclatura final, ja que serien els motors estàndards per a tots els avions. Es van construir 18 unitats en tres variants, de les quals tres es van convertir en YF-12A, prototips per a una versió d'interceptor planejada, l'F-12B i dos a la variant M -21.
La versió de reconeixement per a la Força Aèria va ser denominada originalment R-12. No obstant això, durant la campanya presidencial de 1964, el senador Barry Goldwater va criticar contínuament l'actuació del president Lyndon B. Johnson sobre la recerca i desenvolupament de nous sistemes d'armes. Lyndon B. Johnson va decidir respondre a aquesta crítica amb la publicació del programa classificat l'A-12 i l'existència posterior de la versió de reconeixement.

### Nom i designació
La USAF tenia planejat canviar el nom als A-12 com a B-71, i serien successors del programa del bombarder supersònic B-70 Valkyrie, que tenia dos d'aquests avions de prova volant a la base Edwards (Califòrnia). El B-71 tindria capacitat nuclear de transportar sis bombes. La següent designació va ser la d'RS-71 (Reconnaissance-Strike, reconeixement i atac) quan la capacitat d'atac es va convertir en una opció per al futur.
No obstant això, el Cap de l'Estat Major de la Força Aèria dels Estats Units Curtis LeMay preferia la designació SR i volia que es reanomenés novament, d'RS-71 a SR-71. Abans que el Blackbird fos presentat pel president Johnson el 29 de febrer de 1964, LeMay va pressionar per modificar el discurs perquè es llegís SR-71 en lloc de RS-71. La transcripció que se li va donar a la premsa en aquest moment encara contenia la designació RS-71 en algunes parts, la qual cosa va crear un mite al voltant que el president Johnson havia confós el nom de l'avió.
La revelació pública del programa i la seva designació oficial, fou un impacte per al personal de la Força Aèria i de Skunk Works participants: en aquest moment, els manuals de manteniment, de vol per a la tripulació, diapositives i altres materials d'estudi, encara estaven etiquetats i impresos com a model RS-71. Després del discurs de Jonhson, el canvi de designació va ser pres com una ordre del Comandant Suprem i, immediatament, es van tornar a publicar els materials amb el nou títol de SR-71, la qual cosa va comportar l'alteració de 29.000 plànols.

### Primer vol i ús
Per bé que el seu predecessor, l'A-12, va realitzar el seu primer vol en 1962, l'SR-71 no va volar per primera vegada fins al 22 de desembre de 1964 i el gener de 1966 el primer avió va entrar en servei en la 42a Ala de Reconeixement Estratègic a la base de la Força Aèria de Beale (Califòrnia). El Comandament Aeri Estratègic (Strategic Air Command, SAC) de la USAF va tenir els SR-71 Blackbird en servei des de 1966 al 1991.
El 21 de març de 1968, el major Jerome F. O'Malley i el major Edward D. Payne van realitzar la primera sortida en un SR-71, amb número de sèrie 61-7976. Durant la seva vida operacional, aquest avió va acumular un total de 2.985 hores de vol en un total 942 sortides, incloent 257 missions des de la base de Beale, la base aèria de Kadena ( Okinawa) i la base de la RAF de Mildenhall (Anglaterra). L'avió va tornar al Museu Nacional de la Força Aèria dels Estats Units, a Ohio, el 27 de març de 1990.
En un període de 17 anys, des del 20 juliol 1972 al 21 d'abril de 1989, els SR-71 van aconseguir les següents fites:
- 3.551 missions.
- 17.300 sortides totals.
- 11.008 hores de vol en missions.
- 53.490 hores de vol totals.
- 2.752 hores de vol en missions a Mach 3.
- 11.675 hores de vol totals a Mach 3.

Mentre va estar desplegat al Japó, a la base Okinawa, els SR-71 i anteriorment, els A-12, que volaven sobre Rússia i Xina, van rebre el sobrenom de Habu, un tipus de serp verinosa autòctona que semblava similar a l'avió pel seu aspecte perillós.
Es van construir un total de 32 estructures de l'avançat fuselatge de l'avió, 29 unitats com a SR-71A per a missions i dues com a SR-71B d'entrenament. La 32a estructura va ser fabricada el 1969 com a entrenador híbrid designada SR-71C unint la meitat posterior d'un YF-12 que va patir un accident d'aterratge a 1966 amb la part davantera d'un SR-71 utilitzat primerament per a proves estàtiques sobre la pista.
De tots els SR-71, 12 d'ells es van perdre en accidents, incloent un dels d'entrenament, de vol o d'aterratge. Hi va haver una víctima mortal, Jim Zwayer, un especialista de sistemes de navegació i reconeixement de Lockheed durant un vol de prova. La restant tripulació va poder ejectar amb seguretat o evacuar l'avió en terra, atès que es necessitava un gran velocitat per poder aterrar i enlairar-se, pel seu disseny en "ala delta", per a alta velocitat.
La USAF va retirar els SR-71 el 26 de gener de 1990, suposadament a causa de la reducció del pressupost de defensa i els alts costos d'operació. Les missions de reconeixement de l'SR-71 podien ser realitzades de forma més barata, i possiblement millor, utilitzant els nous satèl·lits i avions no tripulats. El rendiment de l'SR-71 no ha estat encara igualat, en velocitat i altitud, però els seus costos de vol per hora, manteniment i millores up-grade, eren molt alts. A més, ja no es fabricaven recanvis per als avions, per la qual cosa s'havia d'utilitzar les parts d'altres avions i canibalitzarlos, per mantenir la capacitat de vol en la flota.
El 1995, la USAF va tornar a activar els SR-71 i va començar a fer operacions de reconeixement, novament el gener de 1997. Van ser retirats definitivament el 1998. Durant la Guerra de l'Iraq, hi va haver una manca de capacitat de reconeixement per a la recerca de míssils Scud, ja que altres avions més lents eren massa vulnerables i els satèl·lits espies, que passaven sobre l'Iraq, eren predictibles i molt ràpids. Es van plantejar la possibilitat de volar en algunes missions però va ser rebutjat pel fet de ser poc viable.

### Variants

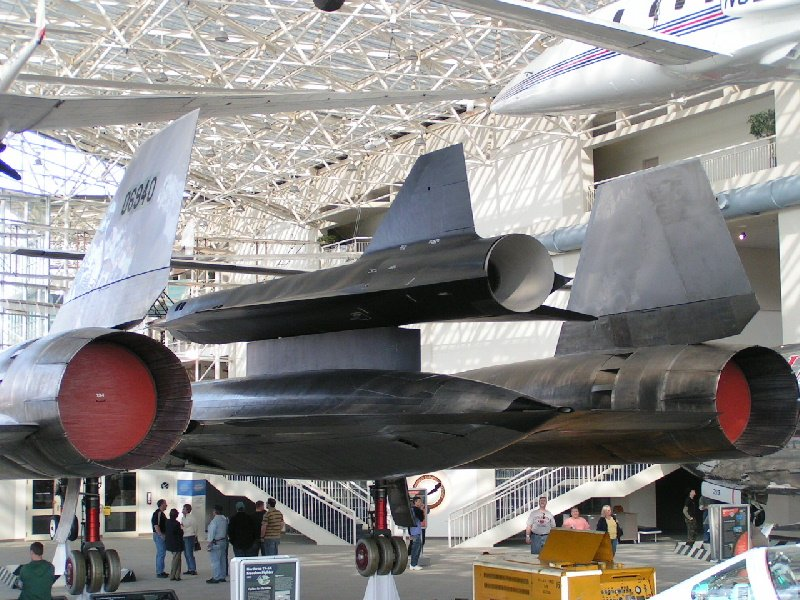
Part posterior de l'M-21 amb el drone D-21 al capdamunt.

Una variant significativa del disseny bàsic de l'A-12 va ser l'M-21. Es tractava d'un A-12 modificat per reemplaçar el seient de la cossia que allotjava la cambra principal amb una segona cabina per a un oficial de control de llançament. L'M-21 transportaria un avió robot D-21, un avió no tripulat de reconeixement. Aquesta variant era coneguda com a M / D-21. L'avió D-21 era completament autònom: després del seu llançament, arribaria al blanc assignat, després tornaria a un punt de trobada on llançaria les dades perquè fossin recollides en l'aire per un C-130 Hèrcules i l'avió s'autodestruiria.
El desenvolupament d'aquest programa va ser cancel·lat en 1966 quan, després de llançar l'avió robot, aquest va xocar amb l'M-21, la qual cosa va destruir l'avió i va causar la mort de l'oficial de control de llançament. Després de tres vols de prova a diferent nivell, es va realitzar un quart vol considerat operacional. L'ona de xoc de l'M-21 va retardar el vol de l'avió robot que va xocar contra la cua de l'avió. La tripulació va sobreviure a l'impacte però l'oficial va morir ofegat quan va caure a l'oceà i el seu vestit de vol es va omplir d'aigua.
L'únic M-21 supervivent es mostra, juntament amb l'avió robot D-21B, al Museu del Vol de Seattle (Washington). El D-21 va ser adaptat per a ser transportat en les ales del bombarder B-52. Altres avions robot D-21B es mostren en museus, com l'Spruce Goose d'Oregon i l'AMARC a Arizona.

### Marques
El SR-71 va romandre durant la seva carrera com l'avió tripulat més ràpid i amb major sostre de servei del món. Des d'una altitud de 24.000 metres podia inspeccionar més de 258.000 km², a 180 km² per segon, de superfície terrestre. El 28 de juliol de 1976, un SR-71 va trencar el rècord de velocitat màxima absoluta de 3.529,56 km/h i el rècord nord-americà d'altitud absoluta de 25.929 m. Diversos avions podien superar aquesta altitud durant els ascensos però no en un vol sostingut.
Quan el SR-71 va ser retirat el 1990, un avió va volar des de la Planta 42 a Palmdale (Califòrnia) fins al Museu Nacional de l'Aire i l'Espai (Washington DC), i va aconseguir un marca de velocitat mitjana de costa a costa de 3.418 km/h, durant 64 minuts. L'SR-71 manté la marca de vol entre Nova York i Londres en 1 hora, 54 minuts i 56 segons, aconseguida l'1 setembre 1974. En comparació, el Concorde trigava 3 hores i 20 minuts i un Boeing 747 una mitjana de 6 hores.
Les discussions sobre les marques i rendiment del SR-71 estan limitades a les dades de la informació desclassificada. Les dades reals del rendiment encara són especulatives fins que es facin públiques noves dades.

## Disseny

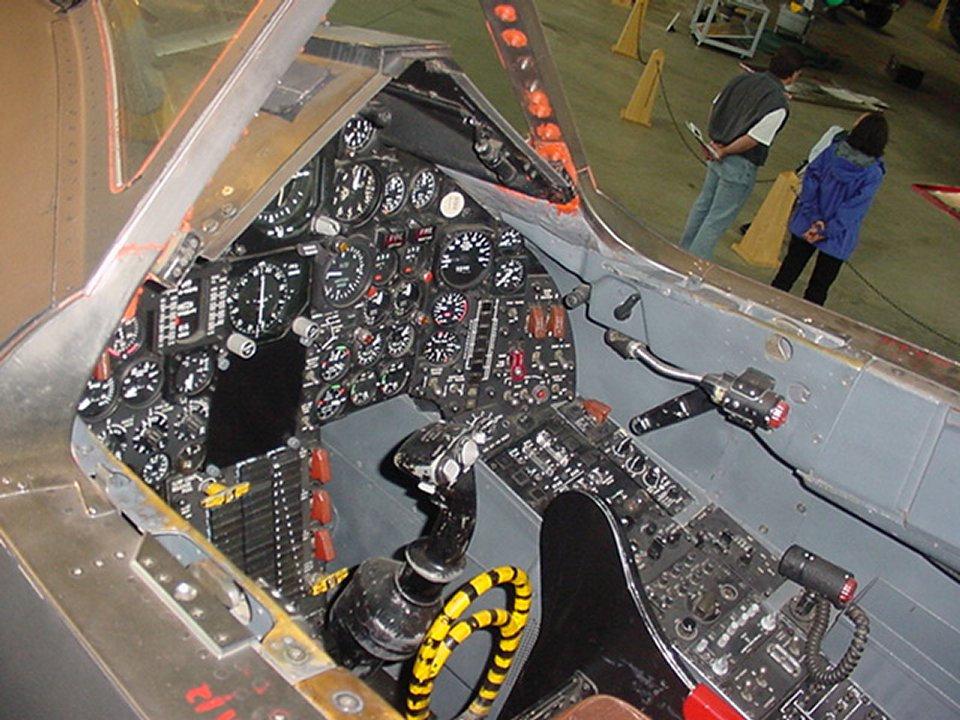
Cabina de l'SR-71 Blackbird.

L'SR-71 va ser un avió dissenyat per volar a més de Mach 3, amb una tripulació de dos en tàndem, el pilot a la cabina de davant i l'oficial de Sistemes de Reconeixement (RSO) a la cabina del darrere, gestionant els equips de reconeixement i vigilància.
L'estructura de l'avió està realitzada amb titani importat des de la Unió Soviètica durant el punt àlgid de la Guerra Freda. Lockheed va utilitzar tota mena de pretextos per evitar que el govern soviètic conegués l'ús real del titani. Per mantenir els costos sota control, van utilitzar un aliatge de titani que era més emmotllable a baixes temperatures.
El SR-71 va ser dissenyat per minimitzar la seva secció transversal de radar (RCS), un dels primers dissenys de tecnologia stealth. No obstant això, el disseny no va tenir en compte la sortida de gasos dels seus motors extremadament calents, que podia reflectir les ones de radar. Curiosament, el SR-71 és un dels blancs de major grandària dels radars de la Federal Aviation Administration, i pot rastrejar a l'avió a partir de diversos centenars de quilòmetres.
L'avió acabat estava pintat de blau fosc, gairebé negre, per augmentar l'emissió de calor interna, ja que el combustible era utilitzat com a dissipador de calor per refredar l'aviònica i com a camuflatge en el cel nocturn. Aquest color fosc va ser el que va donar a aquestes aeronaus el nom de "Blackbird" (literalment, ocell negre, en anglès).
Les ratlles vermelles que es troben en alguns SR-71 són marques per prevenir els tècnics de manteniment de no danyar la superfície de l'avió, ja que a la zona central del fuselatge és prima i sense suports interns, exceptuant les costelles estructurals, separades entre si diversos decímetres.

### Preses d'aire

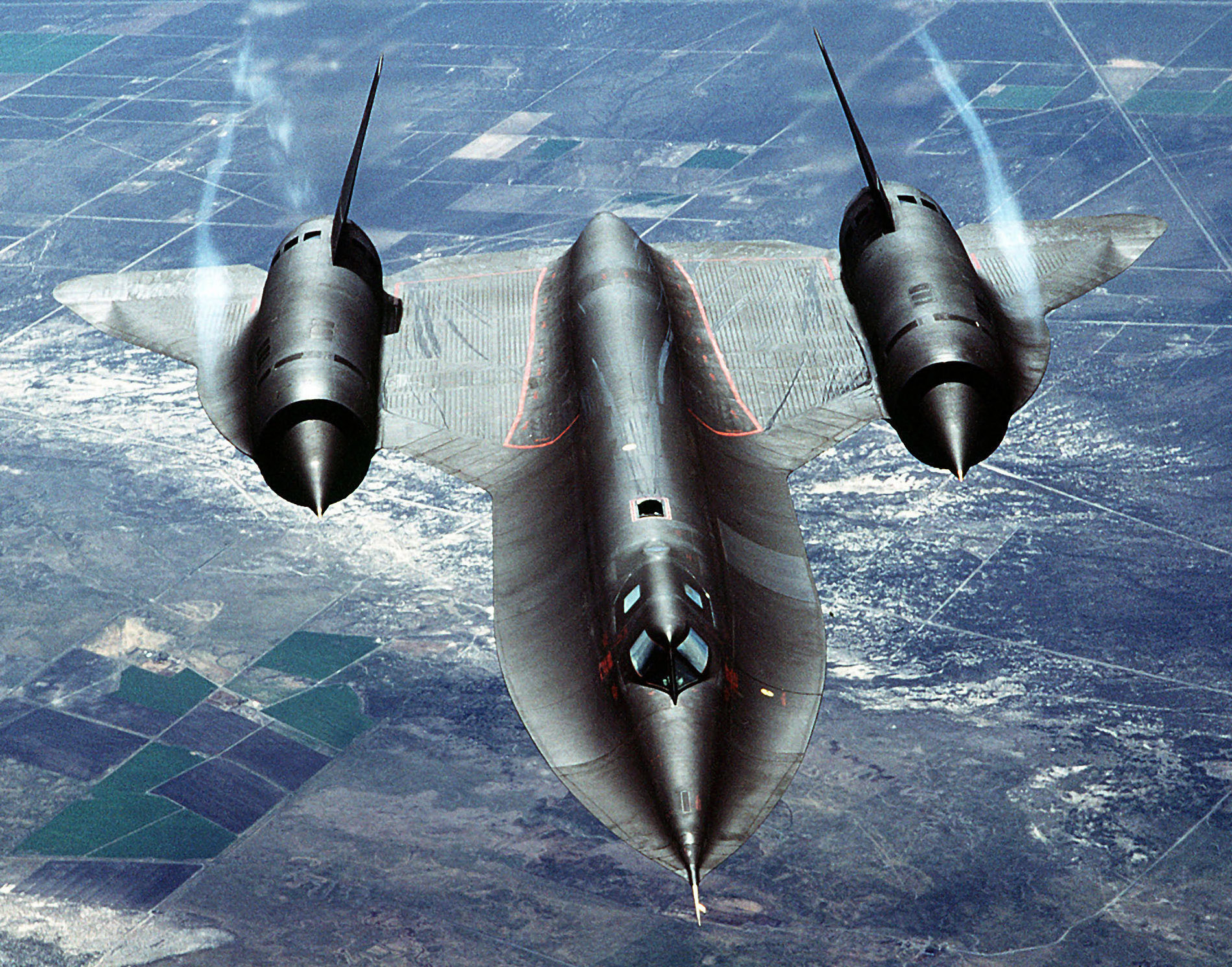
Vista del SR-71 en què es veuen les traces de vapor d'aigua.

Una característica crítica del disseny per permetre velocitats de creuer superiors a Mach 3, mentre proporcionava un flux d'aire subsònic cap als turboreactors, eren les entrades d'aire. Davant de cada presa d'aire hi havia un con punxegut mòbil anomenat «pua» que estava bloquejat en la posició més davantera quan l'avió estava en terra o volava a velocitat subsònica.
Quan l'avió accelerava més enllà de la velocitat supersònica, la pua es desbloquejava a Mach 1,6 i començava a desplaçar-se a l'interior del motor, mitjançant un sistema mecànic, Es podia moure fins a un màxim de 66 cm. L'ordinador original que controlava la presa d'aire era un disseny analògic que, basant-se en les dades de l'angle d'atac, de guerxament, guinyada i capcineig, podia determinar, en forma automàtica i sense la intervenció del pilot, quant desplaçament necessitava la pua.

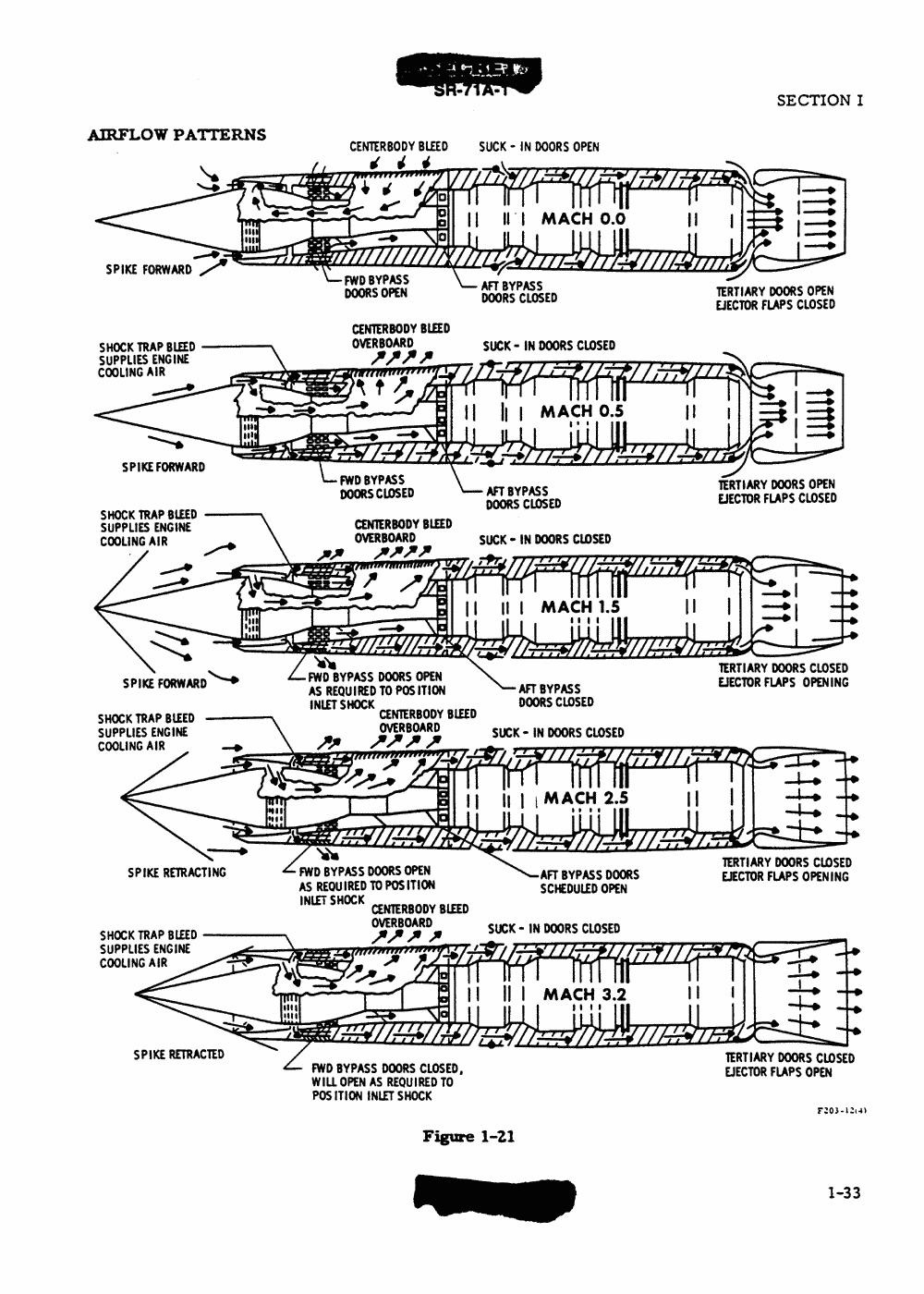
Diagrama de les preses d'aire.

En el vol supersònic, la pua del motor es retiraria del front de l'ona de xoc, que es reflectiria en la campana interna de la presa d'aire al con i de tornada a la campana del motor, la qual cosa causaria una pèrdua d'energia i la reduiria, fins que es formés l'ona de xoc a Mach 1. La captura de l'ona de xoc dins de la presa d'aire rebia el nom d'«inici de la presa». Les altes pressions es formarien dins de la presa d'aire i enfront del compressor. Es van dissenyar forats de sagnat i sortides alternes en les entrades d'aire i els bastidors dels motors, per compensar aquestes pressions i mantenir la presa d'aire iniciada.
Era tan important la pressió formada en la presa d'aire del motor, amb el control de la pua durant la velocitat supersònica, que a una velocitat creuer Mach 3,2 s'estimava que el 58% de l'empenta disponible provenia de la presa d'aire a major pressió, el 17% del compressor i el restant 25% del postcremador de combustible. Ben Rich, dissenyador de les preses en els Skunk Works, solia referir-se als compressors dels motors com a «bombes que mantenen les preses vives» i va dissenyar la mida de les preses d'aire del motor per a una velocitat de creuer de Mach 3,2, velocitat a la qual el SR-71 era més eficient.
En els primers anys del programa Blackbird, el computador analògic de les preses d'aire no sempre podia mantenir-se al ritme dels canvis ambientals. Si la pressió interna arribava a ser molt gran i la pua estava situada incorrectament, l'ona de xoc desapareixia del front de la presa d'aire. Immediatament, el flux d'aire cap al compressor del motor cessava, l'empenta s'aturava i la temperatura dels gasos expulsats començava a augmentar. Si un dels dos motors mantenia l'empenta, juntament amb la ràpida desacceleració a causa de la pèrdua del 50% de la potència disponible, l'avió virava violentament cap a un costat. El pilot intentava controlar el viratge, però a causa de l'angle es reduïa l'entrada d'aire del motor oposat i causava una entrada en pèrdua.
Un dels mètodes per impedir aquesta pèrdua del control de la nau era que el pilot aconseguís tallar les dues preses d'aire, amb la consegüent detenció del viratge i continuació el vol supersònic per l'impuls inicial dels motors; en baixar la velocitat, permetria després reiniciar cada presa d'aire. Un cop reiniciades, amb la combustió normal del motor, la tripulació tornaria a accelerar i recuperar altitud.
Finalment es va reemplaçar el computador analògic per un de digital. Els enginyers de Lockheed van desenvolupar el programari de control per a les preses d'aire perquè recapturés l'ona de xoc perduda i alleugerís el motor abans que el pilot fos conscient de la decisió. Els mecànics del SR-71 van ser responsables dels ajustos precisos en les portes d'entrada dins de la preses d'aire, millorant el control de l'ona de xoc i incrementant-ne el rendiment.

### Fuselatge
A causa dels canvis extrems de temperatura en el vol, els panells del fuselatge no eren encaixats perfectament en terra sinó que romanien folgats. L'alineació correcta només s'aconseguia quan l'estructura de l'avió augmentava de temperatura a causa de la resistència de l'aire a altes velocitats, la qual cosa causava que l'estructura s'expandís uns cinc centímetres.
A causa d'aquesta característica i a la falta d'un sistema de segellat per al combustible que pogués tractar les altes temperatures, el combustible JP-7 podia filtrar-se dels tancs a la pista d'aterratge abans de l'enlairament. L'avió havia de realitzar una carrera curta en l'aire, per tal d'escalfar l'estructura i, posteriorment, ser reproveït en vol per segellar els dipòsits de combustible abans de sortir a la seva missió.
El refredament s'aconseguia mitjançant la conducció del combustible de darrere de les superfícies de titani del fuselatge a la part superior de les ales. No obstant això, una vegada que l'avió aterrava ningú podia apropar-s'hi durant un temps, ja que la cabina de comandament del pilot encara seguia calenta, aconseguint fins als 300 ° C. Es va utilitzar en el seu sistema de frens d'amiant com a frens no ceràmics, per la seva alta tolerància a la calor.

### Tecnologia furtiva
Un conjunt de característiques del SR-71 van ser dissenyades per reduir la seva signatura de radar. Els primers estudis d'invisibilitat al radar semblaven indicar que una forma aplanada amb laterals estrets, hauria de reflectir la major part de les ones de radar cap a un lloc que no fos el punt d'origen. Amb aquesta finalitat, els enginyers de radar van suggerir afegir una corba aerodinàmica al voltant del fuselatge i bisellar cap a l'interior les superfícies de control verticals.
L'avió també utilitzaria materials d'absorció d'ones de radar especials, que s'incloïen en forma de dents de serra a la superfície de les ales i algunes parts del fuselatge central, així com additius compostos de cesi en el combustible, per reduir la visibilitat al radar de les columnes dels gasos expulsats. L'eficàcia general d'aquestes mesures és discutida, ja que l'avió no incorporava els elements actuals de les tecnologies stealth, i era fàcil de rastrejar pel radar enemic, pel disseny dels seus grans motors, que estaven al mig de les ales, a més de deixar un gran senyal infraroig quan volava a més de Mach 3.
Les característiques van ser útils per a propòsits d'espionatge, i van ocultar el fet de quin avió es tractava. L'enorme rendiment en vol de l'SR-71 el feia pràcticament invulnerable als intents de ser abatut, de manera que mai es va poder fer caure un SR-71, tot i els més de 4.000 intents per fer-ho.
L'avió era totalment visible als radars civils dels aeroports a diversos centenars de quilòmetres malgrat no usar el seu microxip, per la qual cosa confós freqüentment amb objectes voladors no identificats (OVNIS), atès que les seves missions de reconeixement eren secretes i no es revelaven als controladors de vol; la seva existència es va ocultar durant molt de temps i se suposava que cap avió podia volar tan ràpid durant tant de temps en forma sostinguda.

### Vora aerodinàmica

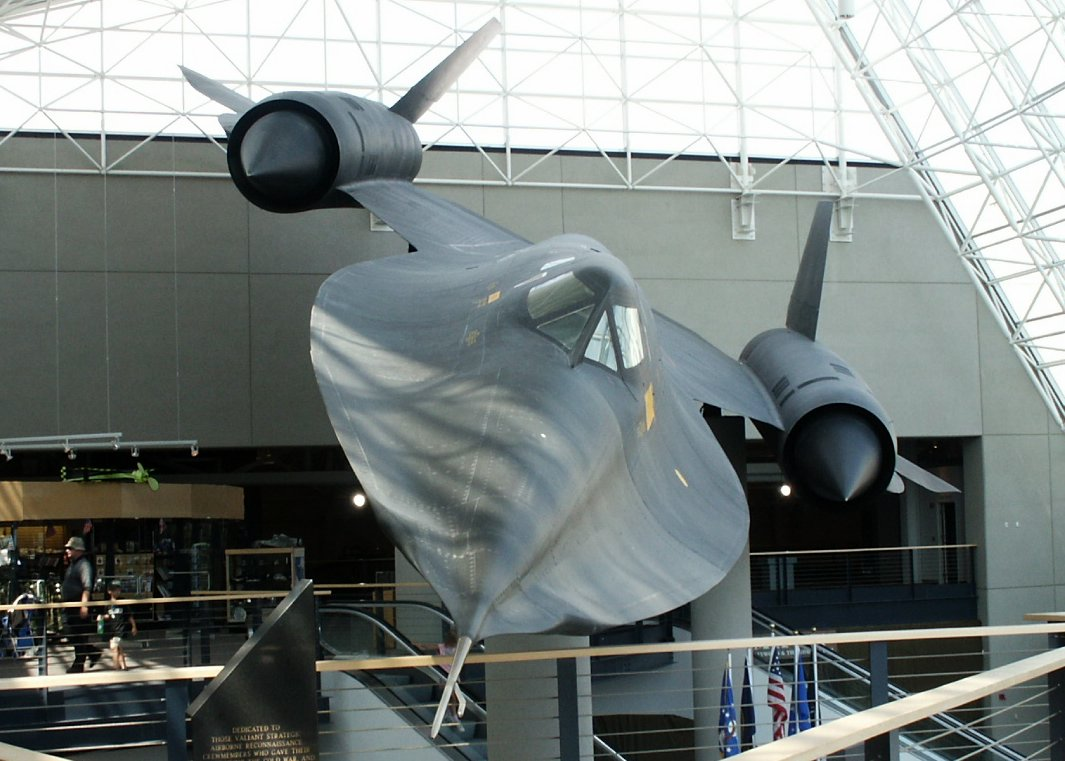
La vora aerodinàmica de l'SR-71 li dona el seu aspecte únic.

La vora aerodinàmica del SR-71 és una de les característiques úniques de l'avió. Al principi, l'avió no havia de ser equipat amb aquesta vora i tindria un aspecte similar a un F-104 de major grandària, però els enginyers de radar van convèncer els dissenyadors d'afegir aquest vora a alguns dels models per a les proves de túnel de vent, ja que aquesta vora reduiria la secció transversal de radar (RCS). Els dissenyadors van descobrir que aquesta vora generava vòrtexs al seu voltant, i augmentava la sustentació de l'avió.
L'angle d'incidència de les ales en delta podia reduir-se, la qual cosa permetia una estabilitat major i menor resistència a altes velocitats, a més de transportar major combustible al fuselatge central, que augmentaria l'autonomia de l'avió. Les velocitats d'aterratge també es van reduir, ja que els vòrtexs creaven un flux turbulent sobre les ales en angles d'atac alts, la qual cosa feia més difícil l'entrada en pèrdua. En conseqüència, l'SR-71 podia fer grans girs a alta acceleració, fins al punt de deixar el motor de l'avió sense absorbir aire, el que causaria una fallada de motor. Els pilots eren advertits de no realitzar acceleració majors a 3G, per mantenir l'angle d'atac baix i permetre l'entrada d'aire suficient en els motors.
La nova vora aerodinàmica actuava com a extensions de la vora d'atac de les ales, que després seria utilitzada com un nou disseny de vora d'atac, per augmentar l'agilitat i els girs a alta acceleració, en molts avions caces moderns, com l'F-5, F-16, F/A-18, els soviètics MiG-29 i Su-27. Un cop descoberts els avantatges d'aquesta nova vora aerodinàmica durant les proves en el túnel de vent, la utilització d'ales davanteres canard no era necessària i es van rebutjar. L'ús d'aquesta nova vora aerodinàmica forma part del disseny base de noves aeronaus no tripulades furtives, com l'RQ-3 Dark Star, Boeing Bird of Prey, Boeing X-45 i X-47 Pegasus, ja que permet l'estabilitat sense necessitat d'ales de cua, i constitueix la major aportació d'aquest avió a la indústria aeronàutica.

### Combustible
En el desenvolupament de l'SR-71, es va començar utilitzant una planta motriu alimentada per una suspensió de carbó, però Clarence Johnson va determinar que les partícules de carbó danyaven els components del motor. Després va començar amb la investigació d'un motor alimentat per hidrogen líquid com a combustible, però els dipòsits que necessitava per emmagatzemar l'hidrogen criogènic no eren apropiats al factor de forma de l'avió.
Per tant, es van centrar en un sistema més convencional, tot i que especialitzat. El desenvolupament original de l'A-12 OXCART a la fi dels anys 1950, el combustible JP-7 tenia un punt d'inflamabilitat relativament alt (60 ° C). De fet, el combustible era utilitzat com a refrigerant i fluid hidràulic a l'avió abans de ser cremat. El JP-7 contenia contaminants fluorocarbonis per augmentar el seu poder lubricant, un agent oxidant per poder cremar en els motors i un compost de cesi, l'A-50, per reduir el senyal de radar de la sortida de gasos. El combustible era molt car i contaminant, i costava entre 24.000 i 25.000 dòlars per hora d'operació del SR-71. En comparació, l'avió espia O-2, de combustible convencional, costava un terç.
El JP-7 resultava extremadament fluid i difícil de cremar d'una manera convencional. En ser tan fluid, solia escapar-se de l'avió quan era a terra, atès que les planxes del fuselatge estaven dissenyades de manera que garantissin l'estanquitat, només al moment d'expandir-se per efecte de l'augment de temperatura durant el vol, però això no suposava amenaça d'incendi. Quan els motors del SR-71 s'encenien, s'injectava trietilborà d'altres tancs de combustible, que cremava al contacte de l'aire per augmentar la temperatura i poder encendre el JP-7 a terra. L'ús del trietilborà també servia per iniciar els postcremadors en ple vol.

### Superfície de titani
Els estudis de la superfície de titani de l'avió van demostrar que el metall es tornava més resistent constantment, a causa del calor intensa causat per la fricció aerodinàmica sobre el fuselatge central i les ales. Les principals parts de la superfície alar, tant superior com inferior, del SR-71, eren corrugades en lloc de llises. A causa de les tensions per les expansions tèrmiques d'una superfície llisa, hauria acabat per esquerdar-se i doblegar-se. Com que és una superfície arrugada i més estesa, aquesta podia expandir-se fàcilment, tant vertical com horitzontalment sense sobretensions, a més d'incrementar la seva mida longitudinal.
Al principi, els especialistes en aerodinàmica estaven en contra del concepte de superfícies arrugades, i van acusar als dissenyadors d'intentar fer que un vell avió Ford Trimotor, conegut per la seva superfície d'alumini arrugat, aconseguís Mach 3.

### Motors

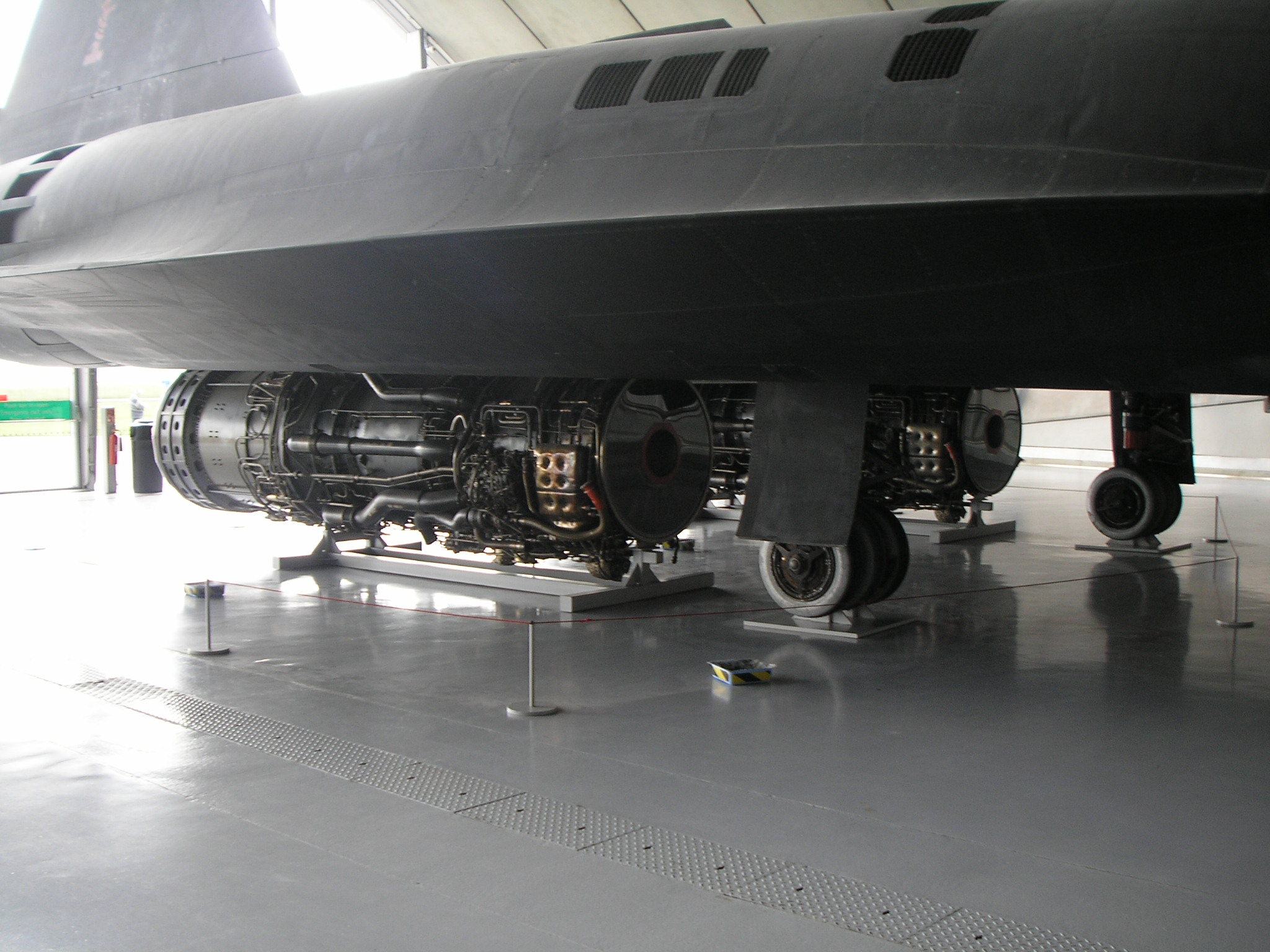
Els motors Pratt & Whitney J58 d'un SR-71.

Els motors Pratt & Whitney  J58-1 utilitzats pel SR-71 van ser els únics motors militars, dissenyats especialment per operar contínuament en postcombustió de combustible, i fent-se més eficients, quan l'avió anava més ràpid, per la pressió de l'aire a la campana del motor. Cada motor J58 produïa una empenta de 145  kN = 14.785 kgf. En total gairebé 30.000 kgf d'empenta amb dos motors.
El J58 era un motor únic, ja que es tractava d'un motor de reacció híbrid: 1 turboreactor convencional, dins d'un estatoreactor. A baixes velocitats el turboreactor (motor central) i l'estatoreactor (amb els posquemadores funcionant sense derivar l'aire) funcionaven junts, però a altes velocitats sobre Mach 2. el turboreactor es tancava i romania en el medi, amb l'aire passant al seu voltant fins a l'estatoreactor.
L'aire entrava inicialment comprimit pels cons de compressió, passava a través de quatre etapes de compressió i era separat per àleps mòbils: una part entrava en els ventiladors del compressor i la resta de l'aire, anava directament al posquemador a través de sis tubs de derivació. L'aire que anava al turboreactor era de nou comprimit i llavors, se li afegia el combustible a la cambra de combustió. Després de passar per la turbina, es reunia amb el restant aire en el posquemador.
Al voltant de Mach 3,65 la calor format a partir del con de compressió, més la calor dels compressors, era suficient perquè aconseguir l'aire a altes temperatures, i el combustible, podia ser afegit a la cambra de combustió sense la necessitat de la barreja per part de la turbina. Això significava que el conjunt compressor-càmera-turbina del motor central, proporcionava menys potència i que el SR-71 volava principalment per l'aire que entrava i era derivat directament als posquemadores, creant un efecte d'estatoreactor. Cap altre avió podia realitzar això.
El rendiment a baixes velocitats era pobre. Fins i tot per traspassar la barrera del so l'avió necessitava realitzar un picat. La raó era que la grandària dels turboreactors convencionals va ser sacrificat per reduir el pes, però després d'això, encara permetia al SR-71 aconseguir velocitats a les que l'efecte estatorreactor fos important i eficient, i l'avió podia accelerar ràpidament a Mach 3. L'eficiència també era bona causa de l'alta compressió i la baixa resistència del disseny aerodinàmic, el que li permetia cobrir grans distàncies a altes velocitats.

### Sistema de navegació astroinercial

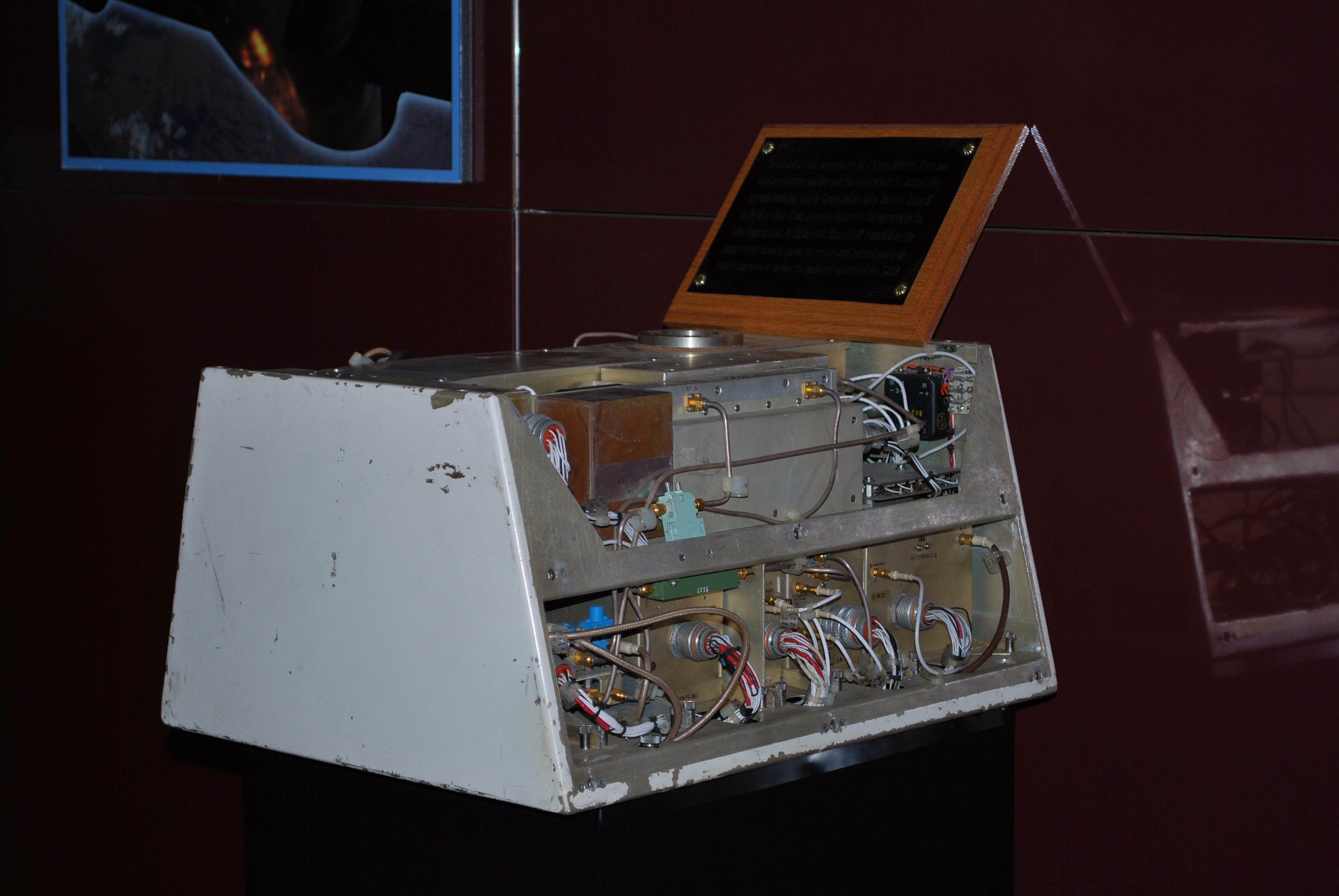

Els requisits de navegació del SR-71 pel que fa a precisió de la ruta, seguiment i senyalització de l'objectiu van precedir al desenvolupament i expansió dels sistemes de posicionament global com el GPS. Els sistemes de navegació inercials ja existien, però la USAF volia un sistema que fos superior per a les missions de llarga durada que tenia previst el SR-71.
Nortronics, l'organització de desenvolupament electrònic de Northrop, tenia una extensa experiència amb sistemes astre-inercials, i havien proporcionat els primers sistemes per al míssil Snark. Nortronics va desenvolupar el sistema de navegació astre-inercial per al míssil AGM-87 Skybolt, que seria transportat i llançat des bombarders  B-52H. Quan el Programa Skybolt va ser cancel·lat al desembre de 1962, Nortronics desenvolupar recursos perquè el Programa Skybolt fos adaptat al Programa Blackbird. Una organització de Nortronics va completar el desenvolupament d'aquest sistema, definit de vegades com NAS-14 o NAS-21.
L'alineament primari del sistema de navegació astre-inercial, es feia en terra i requeria molt de temps. Un rastrejador estel·lar de llum blava, que podia detectar estrelles tant de dia com de nit, havia d'estar contínuament inspeccionant el cel a la recerca de certes estrelles seleccionades en un computador digital. En la versió original tenia la informació de 56 estrelles, i el sistema corregiria els possibles errors amb les observacions celestials.
El sistema està situat darrere de les carlingues i rastreja les estrelles a través d'una finestra de quars rodona. Un dels principals problemes era l'escalfament del SR-71 a altes velocitats, però va ser resolt pels enginyers de Lockheed i Nortronics durant les primeres fases de proves.

### Sensors i càrregues
Les capacitats originals per al SR-71 incloïen sistemes d'imatge òptics i infrarojos, radar de recerca lateral (SLR), intel·ligència electrònica (ELINT), sistemes defensius contra amenaces de caces i míssils i sistemes d'enregistrament de dades i manteniment .
Els sistemes d'imatge òptics i infrarojos, variaven entre una càmera de seguiment de  Fairchild i una càmera de seguiment infraroja HRB Singer, dues cambres de Objectiu Operacional (OOC) d'ITEK que proporcionava una imatge estereogràfica, una Càmera de Escombrat Òptica (OBC) d'ITEK que reemplaçava a les OOC i dues Cambres de Objectiu Tècniques (TEOC) de HYCON que podien ser apuntades cap avall o en angles de 45°. La TEOC tenia una resolució que podia veure els senyals del terra d'un aparcament a 25.000 m. En els últims anys de servei del SR-71, l'ús de la càmera infraroja va ser intermitent.
El nou radar de recerca lateral (SLR), construït per Goodyear Aerospace a Arizona, estava situat a la secció desmuntable del morro. Va ser reemplaçat per l'ASARS-1 (Advanced Synthetic Aperture Radar System) de Loral. Tots dos radars podien realitzar mapes del terreny i recollir les dades, de franges fixes o d'un punt en concret quan es desitjava major resolució.
Els sistemes de reunió d'informació ELINT, denominat EMR (Electro Magnetic Reconnaissance System) construït per AIL podia recopilar les dades de senyals electròniques. Un computador amb instruccions podia fer una recerca d'objectes de major interès.
Els sistemes de defensa, construïts per diverses companyies capdavanteres en les  contramesures electròniques incloïen els sistemes A, A2, A2C, B, C, C2, E, G, H i M. Cadascuna d'aquestes càrregues addicionals, podien ser transportades depenent de la missió en particular.
Els sistemes d'enregistrament recopilaven les dades dels altres sensors per a l'anàlisi posterior a terra, a més de la informació de manteniment de l'estat de l'avió. En els últims anys, es va afegir un sistema d'enllaç de dades que permetia que la informació recollida pel ASARS-1 i ELINT fos enviada a una estació terrestre.

## Cultura popular
En els simuladors de vol existeixen una o més variants del Lockheed SR-71 Blackbird, com el simulador de vol de codi obert FlightGear, així com en el sector comercial.